# Casimiro Sainz
Casimiro Sainz y Saiz (n. 4 martie 1853, Matamorosa⁠(d), Cantabria, Spania – d. 19 august 1898, Madrid, Noua Castilie⁠(d), Spania) a fost un pictor spaniol, cunoscut pentru peisajele și portretele sale cu scene de interior.

## Biografie
S-a născut în Matamorosa, Campoo de Enmedio⁠(d). Tatăl său a fost medic veterinar, iar unchiul său era renumitul fiziolog, Luis de Hoyos Sainz. A fost cel mai mic dintre cei zece copii, iar mama sa a murit de holeră când avea unsprezece luni.

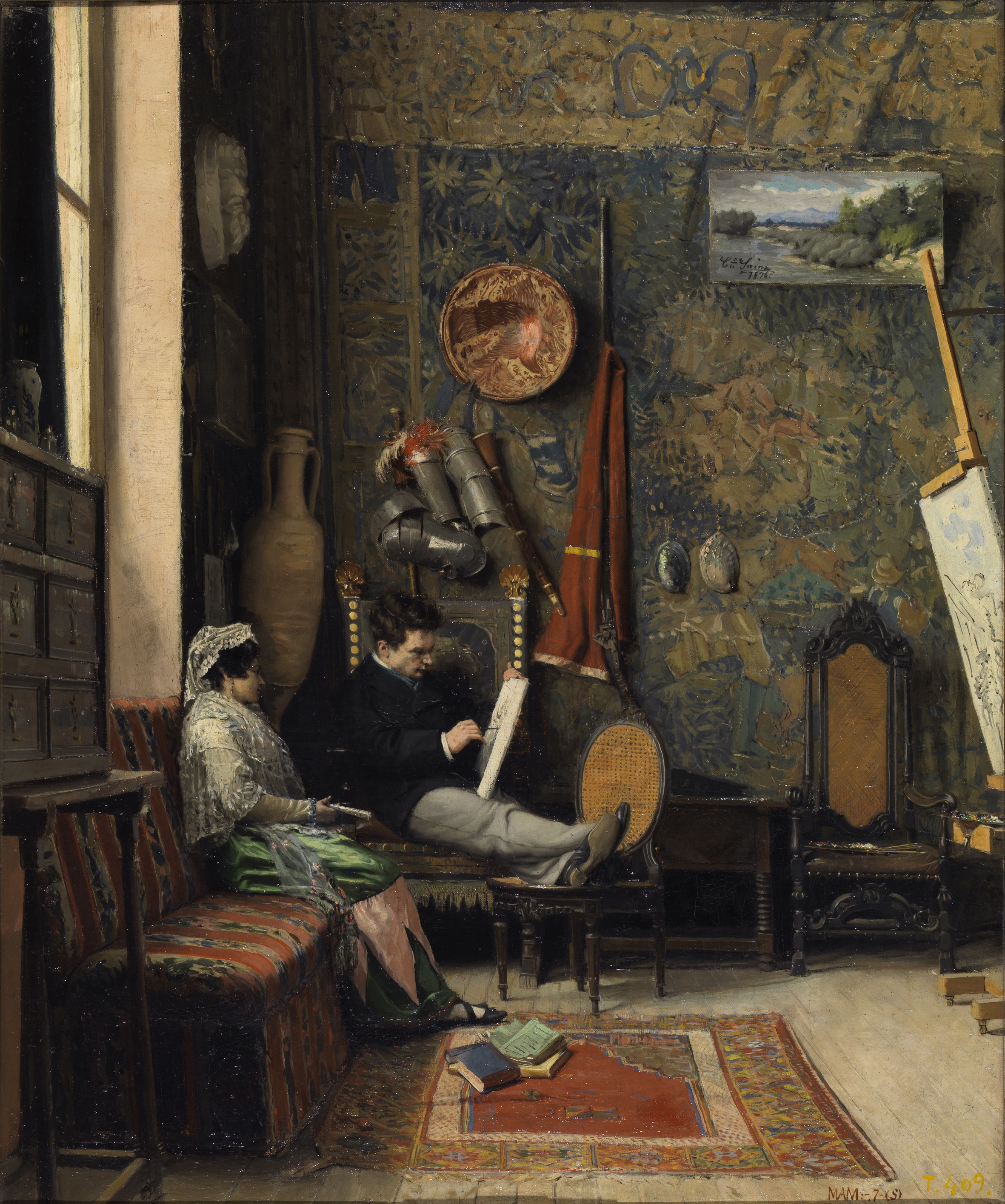
Odihnă (Atelierul unui artist)

La vârsta de treisprezece ani, a fost trimis la Madrid să lucreze la magazinul alimentar al cumnatului său. Acolo a luat prima dată câteva lecții de desen. Slăbiciunea piciorului stâng a făcut imposibilă munca grea, așa că s-a întors acasă. Problema a fost diagnosticată mai târziu ca fiind o tumoare (posibil fibromatoză) la șoldul stâng, care pe atunci nu putea fi operată, deși zvonurile persistau că șchiopătatul său se datora relelor tratamente aplicate de angajatorul său.
La vârsta de șaptesprezece ani, grație unei burse din partea „Diputación de Santander”, s-a întors la Madrid și s-a înscris la Real Academia de Bellas Artes din San Fernando, unde a studiat, printre alții, cu Vicente Palmaroli și Carlos de Haes. A pictat frecvent în aer liber în jurul orașului; lucrând într-o stare de creativitate febrilă.
Crizele constante cauzate de tumoarea sa au dus la o instabilitate emoțională care a fost exploatată de omul de afaceri și negustorul de artă, Pedro Bosch Labrus, care îi cumpăra operele la prețuri mici și le vindea nobilimii la prețuri exagerate. Se pare că Sainz era conștient de acest lucru, dar nu avea alte mijloace de sprijin.
În 1881, a câștigat un premiu la Expoziția Națională de Arte Plastice, dar starea sa fizică și psihică i-a forțat pe prietenii săi să-l ducă înapoi la Matamorosa, unde și-a recăpătat sănătatea și a intrat în cea mai productivă perioadă a sa.
S-a întors la Madrid în 1885, unde, la început, a locuit cu sora sa Luisa, apoi s-a alăturat comunității de creatori din Malasaña⁠(d). În această perioadă, boala sa a recidivat în mod constant, dar s-a recuperat fiind îngrijit de prietenii săi. Cu toate acestea, a reușit să participe la mai multe expoziții și a primit aprecieri bune din partea criticilor.
Suferința sa constantă l-a făcut să delireze și a devenit din ce în ce mai incapabil să aibă grijă de el însuși. Timp de doi ani, a stat la prietenul său, pictorul Eduardo Pelayo. În 1890, Pelayo și un alt prieten au considerat necesar să-l ducă la un sanatoriu psihiatric operat de Dr. José María Esquerdo din Carabanchel. Diputación Provincial i-a acordat o pensie care i-a permis să suporte costurile lungului său sejur acolo. În același an, a obținut un alt premiu la Expoziția Națională.
A murit la Madrid, în urma unei infecții la piciorul stâng, la vârsta de 44 de ani, și a fost înmormântat la cimitirul local. În 1922, rămășițele sale au fost mutate la Reinosa, iar mormântul său a fost împodobit cu o sculptură realizată de Victorio Macho. Străzile din Santander și Torrelavega⁠(d) au fost numite după el, în cinstea lui.

## Selecție de picturi

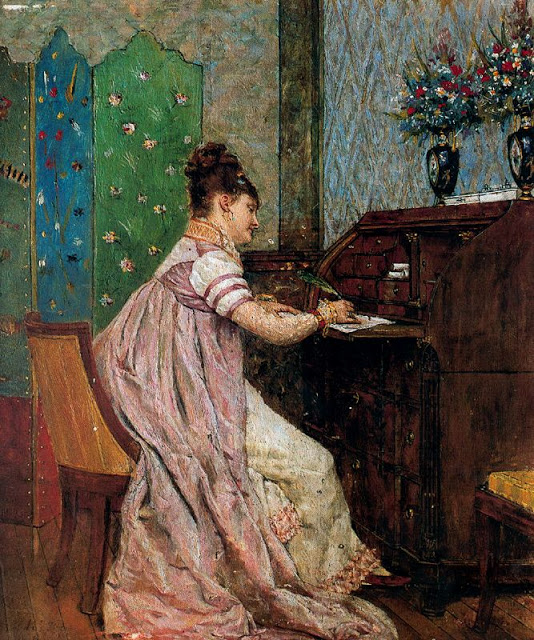
Femeie la birou, scriind
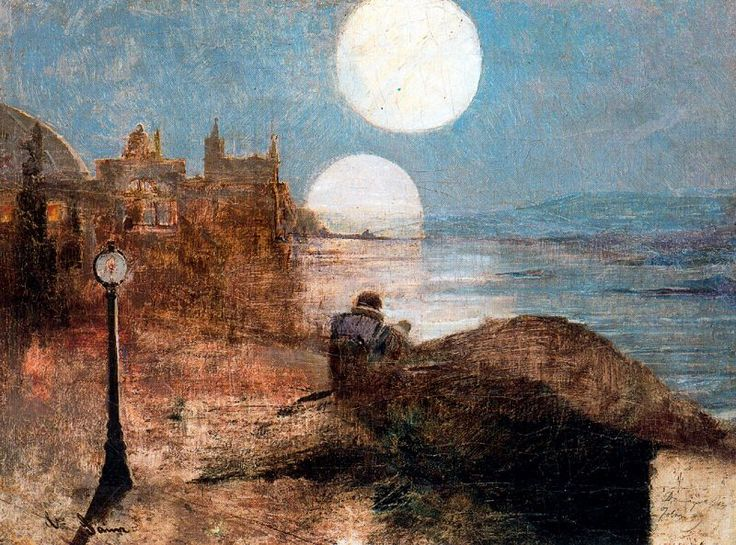
Lună dublă
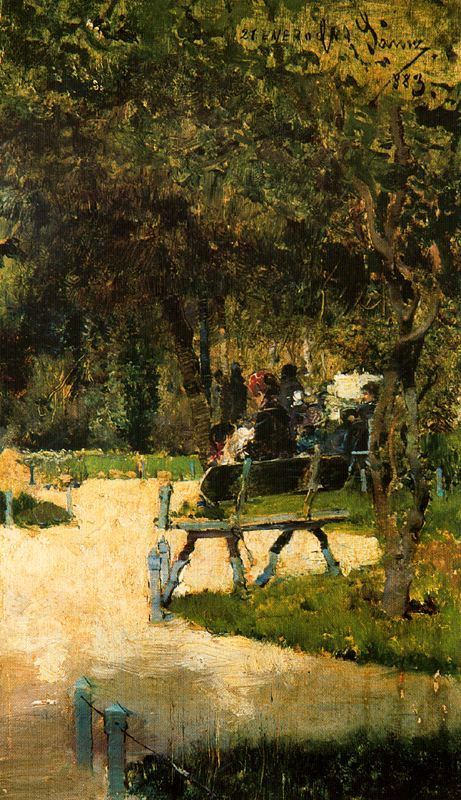
Paseo de Recoletos
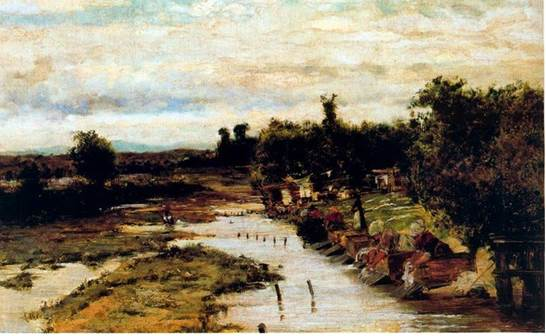
Spălătorese pe Manzanares
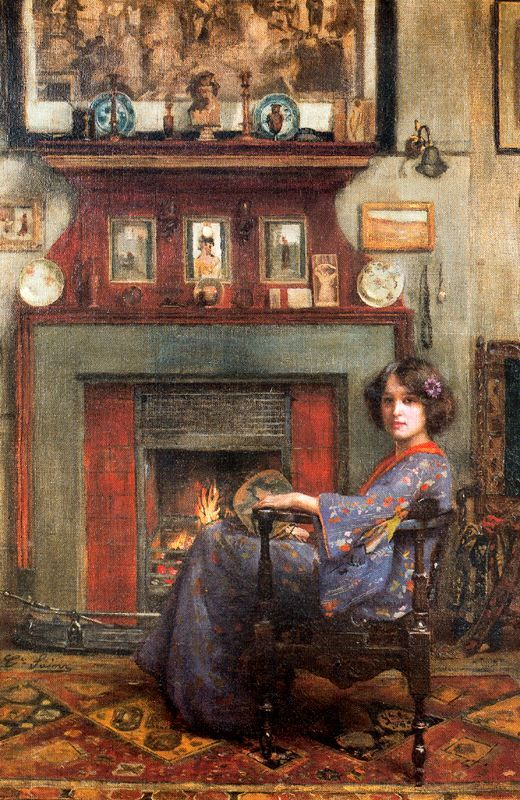
Lângă șemineu